# Kirche Wolfshagen (Uckermark)

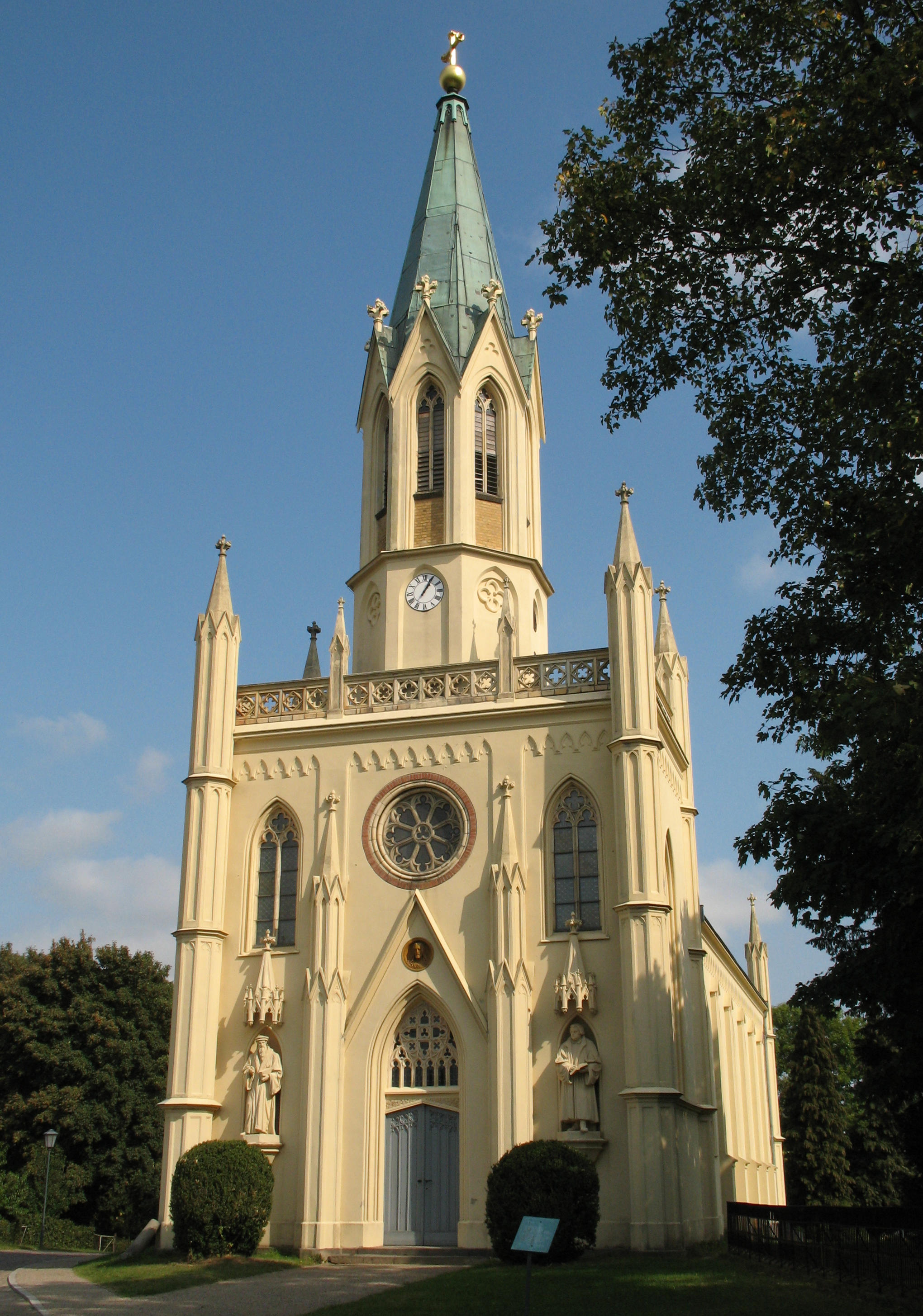
Kirche Wolfshagen

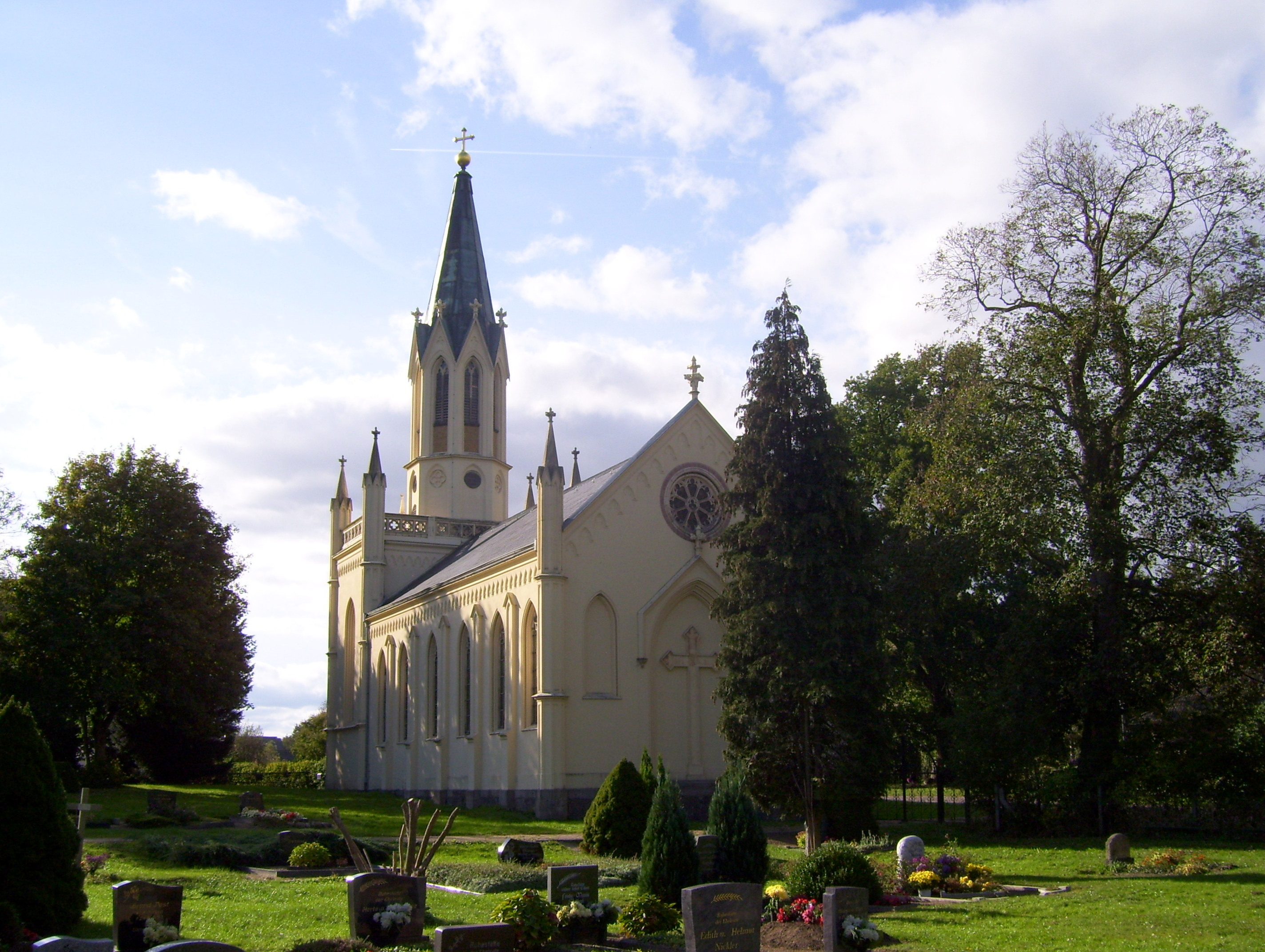
Ansicht von Südosten

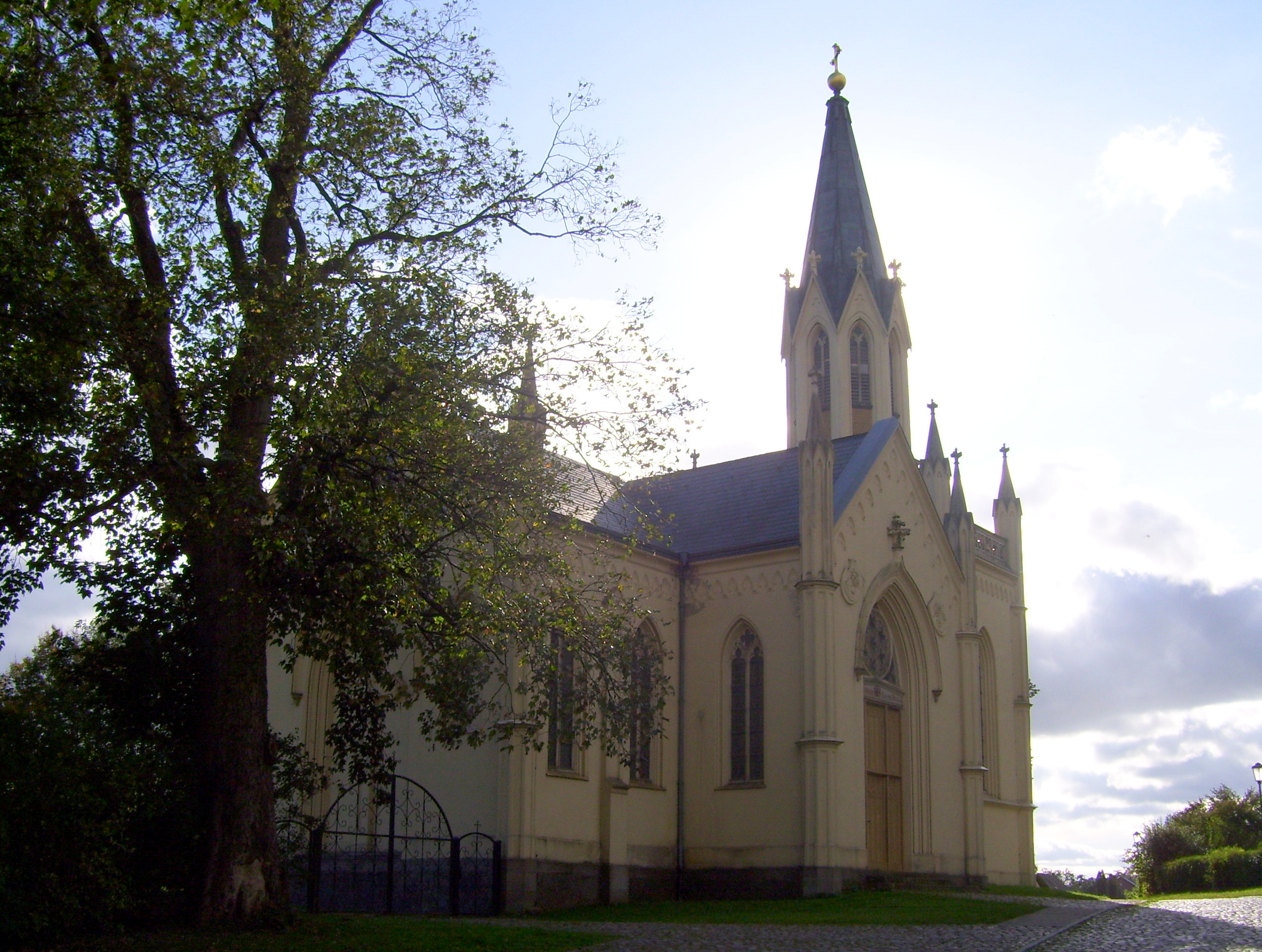
Ansicht von Nordosten

Die Kirche zu Wolfshagen ist ein neugotisches Kirchengebäude im Ortsteil Wolfshagen der Gemeinde Uckerland im Landkreis Uckermark in Brandenburg. Die Kirche wird von der zum Pfarramt Hetzdorf gehörenden Kirchengemeinde in der Propstei Pasewalk des Kirchenkreises Pommern der Evangelisch-Lutherischen Kirche in Norddeutschland für Gottesdienste genutzt.

## Geschichte
In Wolfshagen, am Standort des heutigen Erbbegräbnisses, befand sich seit dem 18. Jahrhundert eine Fachwerkkirche. Im Auftrag des preußischen Generals und Besitzers von Wolfshagen, Graf Herrmann von Schwerin (1776–1858), der den Bau selbst finanzierte, wurde 1854 mit dem Bau einer neuen Kirche begonnen. Am 20. Juli 1858 erfolgte die Einweihung. Hermann von Schwerin starb wenig später. Da die Evangelische Landeskirche in Preußen das Gebäude nicht übernahm, blieb sie im Besitz der Familie von Schwerin. Bei deren Enteignung im Zuge der Bodenreform ging der Bau 1945 in Volkseigentum über. Das Gebäude gehört heute der Gemeinde Uckerland, die es als Standesamt und für Konzerte nutzt.
Von 1989 bis 2005 wurde die Kirche restauriert. Seit 2006 besitzt sie eine Heizung.

## Gebäude
Die Kirche wurde als Putzbau über einem kreuzförmigen Grundriss errichtet. Die sechsachsige Südseite des Kirchenschiffs ist durch zwischen den spitzbogigen Fenstern gelegene Strebepfeiler mit Giebeln und Blenden auf der Vorderseite gegliedert. An der Nordseite befindet sich statt der beiden mittleren Fenster ein Anbau mit spitzbogigem Portal. Die Westfront des querrechteckigen Westturmunterbaus ist durch ein spitzbogiges Portal mit Maßwerk und Wimperge zwischen Strebepfeilern und eine darüberliegende Fensterrose betont. Beiderseits des Westportals befinden sich Maßwerkbaldachine, unter denen die Sandsteinfiguren Martin Luthers und Johannes Calvins aufgestellt sind. Der achteckige Turmaufsatz trägt einen hohen Spitzhelm.
Die Ecken von Kirchenschiff, Westturm und Anbau sind durch Strebepfeiler mit Fialenbekrönung betont. Unter dem Dachsims, am Westturm unter der Maßwerkbrüstung, befindet sich ein umlaufender Spitzbogenfries mit Nonnenköpfen.

## Ausstattung
Die schlichte Ausstattung stammt überwiegend aus der Bauzeit und wurde seitdem wenig verändert. Dazu gehören die Kassettendecke, das Kirchengestühl und die Orgelempore. Eine Malerei an der Ostwand hinter dem Altar täuscht die räumliche Tiefe einer Apsis vor. Seitlich davon befinden sich je zwei Konsolen, die Evangelistenfiguren tragen. Die vier Evangelisten Johannes, Lukas, Markus und Matthäus wurden 1859 von Bildhauer Gustav Willgohs gefertigt.
Ein mittelalterlicher Grabstein für zwei Frauen aus der Familie von Blanckenburg, die 1332 beziehungsweise 1364 starben, ist in die Wand eingelassen.
In den farbverglasten Fenstern befinden sich ornamentale Schablonenmalereien aus der Bauzeit sowie die Wappen der Stifterfamilien.
Das Geläut besteht aus einer Glocke, die 1605 von Urban Schober gegossen wurde.
Eine 1862 erbaute Orgel wurde nach 1945 abgebaut und eingelagert. 2007 wurde die 1896 von der Firma Wilhelm Schwarz & Sohn gefertigte Orgel aus der Kirche St. Leodegar in Bad Bellingen durch Andreas Schmidt (Orgel-Verzeichnis) vermittelt und im gleichen Jahr in Wolfshagen aufgestellt. 1975 wurde der Spieltisch der Orgel von der Firma Fischer & Krämer erneuert und eine elektro-pneumatischen Spiel- und Registertraktur eingebaut.